# Solus
Solus is een geslacht van vlinders van de familie nachtpauwogen (Saturniidae), uit de onderfamilie Saturniinae.

## Soorten
- S. drepanoides (Moore, 1866)
- S. parvifenestratus Bryk, 1944